# Conus abbreviatus
Conus abbreviatus là một loài ốc biển, là động vật thân mềm chân bụng sống ở biển trong họ Conidae